# Valvoline Grand Prix 1990
Valvoline Grand Prix 1990 var ett race som var den femte deltävlingen i Champ Car 1990. Racet kördes den 17 juni på Detroits gator. Michael Andretti tog sin första seger för säsongen, samtidigt som mästerskapet jämnade till sig, i och med att ledande Al Unser Jr. blev poänglös. Rick Mears övertog den sammanlagda ledningen, tack vare sin fjärdeplats, men även racets tvåa Bobby Rahal och dess sjua Emerson Fittipaldi var inom tio poäng från Mears antal. Tävlingens överraskning var att Eddie Cheever tog hem Chip Ganassi Racings allra första pallplats.

## Slutresultat
| Plats | Förare                | Team                     | Grid | Kvaltid  |
| ----- | --------------------- | ------------------------ | ---- | -------- |
| 1     | Michael Andretti      | Newman/Haas Racing       | 1    | 1.42,154 |
| 2     | Bobby Rahal           | Galles-Kraco Racing      | 6    | 1.44,107 |
| 3     | Eddie Cheever         | Chip Ganassi Racing      | 5    | 1.43,827 |
| 4     | Rick Mears            | Penske Racing            | 7    | 1.44,212 |
| 5     | Arie Luyendyk         | Doug Shierson Racing     | 10   | 1.45,076 |
| 6     | Raul Boesel           | Truesports Co.           | 16   | 1.47,147 |
| 7     | Emerson Fittipaldi    | Marlboro Team Penske     | 8    | 1.44,334 |
| 8     | Scott Goodyear        | Doug Shierson Racing     | 17   | 1.47,171 |
| 9     | Pancho Carter         | Leader Cards Racing      | 15   | 1.46,616 |
| 10    | Scott Brayton         | Dick Simon Racing        | 15   | 1.46,616 |
| 11    | Jeff Wood             | Todd Walther Racing      | 24   | 1.48,096 |
| 12    | Randy Lewis           | Arciero Racing           | 25   | 1.48,860 |
| 13    | Didier Theys          | Vince Granatelli Racing  | 11   | 1.45,335 |
| 14    | Danny Sullivan        | Marlboro Team Penske     | 4    | 1.43,541 |
| 15    | Mike Groff            | Euromotorsport           | 22   | 1.47,751 |
| 16    | Tony Bettenhausen Jr. | Bettenhausen Motorsports | 28   | 1.50,495 |
| 17    | A.J. Foyt             | A.J. Foyt Enterprises    | 22   | 1.47,775 |
| 18    | Jon Beekhuis          | P.I.G. Racing            | 19   | 1.47,355 |
| 19    | Hiro Matsushita       | Dick Simon Racing        | 27   | 1.50,141 |
| 20    | Willy T. Ribbs        | Raynor Motorsports Group | 21   | 1.47,470 |
| 21    | Roberto Guerrero      | Patrick Racing           | 18   | 1.47,326 |
| 22    | John Andretti         | Porsche Motorsports      | 13   | 1.46,215 |
| 23    | Dean Hall             | Dale Coyne Racing        | 20   | 1.47,423 |
| 24    | Teo Fabi              | Porsche Motorsports      | 9    | 1.44,504 |
| 25    | Mario Andretti        | Newman/Haas Racing       | 3    | 1.42,982 |
| 26    | Dominic Dobson        | Bruce Leven Racing       | 12   | 1.46,015 |
| 27    | Al Unser Jr.          | Galles-Kraco Racing      | 2    | 1.42,948 |
| 28    | Tero Palmroth         | Dick Simon Racing        | 26   | 1.50,029 |